# Cagliari Pallavolo 2000-2001

## Risultati
- 4^ in A2;
- Eliminata nelle semifinali dei play-off promozione dalla Icom Latina per 2-1 .

## Rosa
Elenco dei giocatori della Cagliari Pallavolo nella stagione 2000/01.